# أليكس سيلفا (لاعب كرة قدم أوروغواني)
اليكس سيلفا (بالإسبانية: Alex Silva)‏ (15 يونيو 1993 بمونتفيدو في الأوروغواي - ) هو لاعب كرة قدم أوروغواني في مركز الدفاع. لعب مع مونتيفيديو واندررز وأتليتيكو بروغريسو ‏.

## روابط خارجية
- اليكس سيلفا على موقع قاعدة بيانات كرة القدم.إي يو (الإنجليزية)
- اليكس سيلفا على موقع Soccerway.com (الإنجليزية)
- اليكس سيلفا على موقع AS.com (الإسبانية)